# Kiros Stânlley Soares Ferraz
Kiros Stânlley Soares Ferraz, meglio noto come Kiros (Orocó, 21 agosto 1988), è un calciatore brasiliano, attaccante svincolato.